# Aeroporto Internacional de Savannah/Hilton Head
O Aeroporto Internacional de Savannah/Hilton Head (IATA: SAV, ICAO: KSAV) é um aeroporto internacional localizado na cidade de Savannah, no estado da Geórgia, nos Estados Unidos, também serve a cidade de Hilton Head Island, na Carolina do Sul, o aeroporto foi inaugurado em 1929.